# 吉成篤
吉成 篤（よしなり あつし）はイラストレーター。
株式会社モノクローマのアダルトゲームブランドLittlewitchの元社員。
なりという別ペンネームで活動することもある。
自身は、イラストレーターとは言わず、無職だとしている。

## 作風
人物の描き方はまったく違うが、色の塗りが吉成が在籍していたLittlewitchの代表である大槍葦人に非常によく似ている。

## 作品
多数の雑誌等にイラストを掲載している。
代表的なものに『もえたん』シリーズの第2弾、moetanⅡ（三才ブックス）のイラストがある。
また、同人作家として同人誌も発行している。
また、2006年創刊の月刊フリーペーパーである「A-STATION」（エー・ステイション）の表紙イラストを担当している。
- 2007年1月発行の小説『おとぎ銃士 赤ずきん ～魔女の忘れもの～』（原案：熊坂省吾、著：霧海正悟）のイラストも担当。なお、同作の第1巻のイラスト担当はGASHINである。
- るり色輪廻（霧海正悟著/コナミノベルス）小説挿絵、コミックス作画、関連イラスト

## 同人活動
同人サークル『る』を主宰。